# Камна Горца
Камна Горца (словен. Kamna Gorca) — поселення в общині Рогашка Слатина, Савинський регіон, Словенія. Висота над рівнем моря: 289,7 м.